# Sólbjørg Jakobsen
Sólbjørg Jakobsen, née le 8 août 1991 à Tórshavn  (Îles Féroé), est une femme politique danoise, membre de l'Alliance libérale.

## Biographie
Sólbjørg Jakobsen est née aux Îles Féroé et y suit son éducation primaire et secondaire. Elle commence ensuite des études de droit à l'université d'Aalborg en 2011, qu'elle termine en 2016.
Elle est d'abord engagée au sein du parti Venstre, sous l'étiquette duquel elle se présente aux élections municipales à Aalborg, sans parvenir à décrocher de siège au conseil municipal. Elle est de nouveau candidate lors des élections de 2021, cette fois-ci sous les couleurs de l'Alliance libérale pour laquelle elle est tête de liste, mais échoue une nouvelle fois à remporter un siège.
Elle est élue députée du Jutland du Nord au Folketing lors des élections législatives de novembre 2022. Après le scrutin, elle devient la porte-parole de son groupe parlementaire pour l'emploi, l'égalité, et les questions liées aux Îles Féroé.
En août 2023, elle devient la porte-parole politique de son groupe parlementaire.